# Göltürkbükü, Bodrum
Göltürkbükü là một thị trấn thuộc huyện Bodrum, tỉnh Muğla, Thổ Nhĩ Kỳ. Dân số thời điểm năm 2011 là 4.243 người.